# Geist: The Sin-Eaters
Geist: The Sin-Eaters (Гайст: Пожиратели грехов) — ролевая игра, разработанная компанией White Wolf. Релиз основной книги правил, описывающей тему и мир игры, состоялся в августе 2009 года. Разработкой проекта руководил Этан Скемп, ранее уже принимавший участие в создании ролевой игры, посвящённой смерти и призракам (Wraith: The Oblivion).

## Сеттинг
Мифология сеттинга опирается на феномен клинической смерти, дополненный мифами об усопших, вернувшихся с того света. Повествование ведётся от лица человека, выжившего в ситуации, не предполагающей ни единого шанса на восстановление жизненных функций. Хотя окружающие объясняют его спасение феноменальным стечением обстоятельств или чудесным выздоровлением, истина заключается в том, что такой человек действительно умирает — но обнаруживает, что ещё не готов покинуть земную реальность. В короткий период терминального состояния такой смертный встречает гайста — неописуемо древнего призрака, почти утратившего человеческие черты после долгих веков загробного существования. Гайст обещает жертве остановить процесс умирания, требуя взамен лишь одного: пустить его в своё тело, чтобы позволить ему в последний раз взглянуть на мир плоти и крови глазами живого человека.

### Второе зрение
Далеко не любой человек, оказавшийся на пороге смерти, способен испустить зов, достойный внимания гайста. Лишь те, кто ещё при жизни отличался чувствительностью к проявлениям потустороннего мира, обладают потенциалом к посмертному возрождению. Такие смертные видят призраков, могут предсказать скорую смерть человека, просто взглянув на его лицо, или обладают зачаточными ясновидческими способностями. Хотя прижизненная связь со смертью не обязательно делает протагонистов мистиками или экстрасенсами, именно эта черта позволяет им заключить сделку с гайстом, когда их земное существование неожиданно обрывается или даже плавно подходит к концу.

### Две души, одна плоть
Заключив сделку с гайстом, смертный в прямом смысле слова впускает его в своё тело. Гайст не способен физически контролировать своего носителя, ограничиваясь лишь воздействием на его эмоции. Хотя некоторые гайсты ещё способны общаться на человеческом языке, разговаривая со своими партнёрами напрямую, многие уже настолько утратили представление о реалиях человеческого бытия, что контактируют только на уровне абстрактных образов. Многие люди, прошедшие опыт слияния с гайстом, сравнивают его воздействие на свой разум с голосом совести. Разница заключается в том, что, в отличие от настоящей совести, гайст обладает собственными целями и задачами, не всегда совпадающими с интересами его носителя.

### Гайсты
В отличие от обычных призраков, обладающих специальными якорями — людьми, предметами или незаконченными делами, не позволяющими им покинуть земную реальность, — гайсты уже утратили настоящую связь с миром смертных. Для того, чтобы избежать окончательного развоплощения, каждый гайст заменяет свои якоря привязкой к архетипичной силе природы, преображаясь в самопровозглашённого бога смерти. Платой за этот божественный статус становится необходимость выполнять определённые функции в мире смертных. Подобно тому, как пламя должно гореть, а звук — колебаться в пространстве, гайст автоаварий обязан создавать дорожные происшествия, а гайст мести — преследовать тех, кто нарушил его представления о законе.
Таким образом, даже не занимая нишу олицетворённого зла в философском или космологическом смысле этого слова, гайсты вынуждены совершать поступки, нередко стоящие за пределами человеческой морали — что быстро приводит к конфликтам между самими гайстами и их носителями.

### Посмертие
Слияние с гайстом полностью преображает жизнь человека. Хотя во многих отношениях он ещё остаётся живой, полноценной личностью, возвращение к жизни необратимо связывает его с миром мёртвых, окончательно раскрывая тот дар, которым он обладал до клинической смерти. Носители гайстов — также известные миру мёртвых как Скованные — называют подобное бытие посмертием (от англ. afterlife), противопоставляя его загробному существованию призраков. Обретая способность видеть души умерших, управлять энергией смерти и даже самостоятельно совершать путешествия в загробный мир, эти редкие смертные навсегда становятся частью обеих реальностей, выступая в качестве проводников между живыми и мёртвыми.
В соответствии с древней традицией, Скованные отвечают за всё, что происходит с душами неупокоенных мертвецов на земле. Они помогают тем, кто застрял на границе жизни и смерти, закончить свои мирские дела, останавливают духов, опустошающих смертный мир из гнева и мести, и побуждают усопших разрушить оковы, привязывающие их к миру плоти и крови. Многие даже находят друзей среди призраков или налаживают контакт с давно умершими родственниками.
Невзирая на беспрерывное взаимодействие с миром мёртвых, Скованные обладают различными взглядами на выполнение своих загробных обязанностей. Ситуация осложняется тем, что Скованный входит в загробный мир, не понимая его законов. А потому, хотя многие представители их коллектива охотно помогают усопшим закончить свои земные дела, некоторые твёрдо верят, что призракам нет места в мире людей. Такие смертные изгоняют встреченных духов обратно в загробный мир или попросту истребляют их, обрекая на окончательное забвение.
Большинство Скованных помогают усопшим хотя бы время от времени, что заставляет их вырабатывать собственные системы нравственности и справедливости. Многие духи привязаны к якорям, сотворённым их преступлениями. Помогая таким созданиям обрести покой, приговаривая их к вечным мукам или позволяя загладить свою вину перед жертвами, Скованные берут на себя ответственность за чужие судьбы, укрепляя собственные этические начала за счёт искупления чужих грехов. Это оправдывает популярность другого прозвища Скованных — Пожиратели грехов, — под которым известны все представители их коллектива, которые применяют свои дары для облегчения жизни усопших.

### Сумеречная сеть
Невзирая на экстрасенсорное восприятие и мистические преимущества, обретённые благодаря сделке с гайстом, Скованные хорошо понимают, что взаимодействие с мёртвыми (не говоря уже о прямом вмешательстве в дела загробного мира) может иметь фатальные последствия для любого из них. Поэтому в целях самозащиты разрозненные коллективы Скованных по всему свету выработали систему обмена знаниями об опасностях и законах посмертного бытия, известную как Lingua mortis, или Сумеречная сеть.
Язык Lingua mortis основан на передаче зашифрованных сообщений посредством каналов или ресурсов, тем или иным образом связанных со смертью. Цветы, разложенные на могиле в определённом порядке, символы, вычерченные на надгробии белым мелом, и даже некрологи об усопших, которых не существовало, — всё это может обладать колоссальным значением для Пожирателя грехов, знающего ключ к расшифровке. Время от времени Сумеречная сеть помогает Скованным основать полноценные коллективы, сплочённые общими целями и интересами. Эти сонмы, как называют подобные организации сами Скованные, обладают различными представлениями о законах загробного мира, методах взаимодействия с призраками и даже собственном предназначении, что нередко приводит к конфликту между представителями разных сонмов.
Каждый сонм обладает этосом — уникальной системой взглядов, основанной на посмертном опыте каждого из участников. Этос определяет как отношение Скованных к своим гайстам (от возведения своих тёмных спутников в статус богов до полного подавления их страстей), так и общий принцип загробного существования (от гедонистического призыва брать от своей новой жизни всё до требования искупить грехи, совершённые до клинической смерти). Различия в этосах разных сонмов часто приводят к локальным войнам между Пожирателями грехов, хотя в редких случаях они дают Скованным импульс к переосмыслению своих ценностей или даже слиянию нескольких сонмов в единую организацию.
Самые крупные сонмы действуют на территории сразу нескольких городов, хотя глубоко личный опыт взаимодействия с миром мёртвых, помноженный на боязнь многих Скованных потратить вторую жизнь на приверженность ложным догмам, часто подталкивает индивидуальные сонмы к выходу из состава фракции.
Особое место в мифологии Скованных занимают истории о глобальных сектах, распространяющих свою деятельность даже на самые отдалённые части обоих миров. Тем не менее, слухи о существовании этих сект ничем не подтверждены. Большинство Скованных сходятся во мнении, что если такие организации и существовали, то они давно канули в небытие или стали частью загробного мира.

### Психе́
Психе́ отражает степень слияния гайста с душой человека. Чем выше значение этой характеристики, тем больше общего протагонист находит с загробным миром и тем слабее становится его связь с обычными смертными. С повышением этого показателя Скованный начинает всё чаще испытывать необходимость в общении с мёртвыми. В конечном счёте такой человек обнаруживает в себе потребность хотя бы на время переходить в мир усопших, а при возможности — проводить в нём не меньше времени, чем в человеческом коллективе.
Более того, обладатель развитого Психе́ нуждается в собственных якорях, привязывающих его к миру смертных. Подобно призраку, он начинает испытывать острую необходимость в людях или предметах, обладающих для него особым эмоциональным значением. Эти объекты, известные как мементо, нередко становятся ключевыми предметами торга в обществе Скованных — или причинами разрушительных войн.

### Синергия
Невзирая на прочную связь со смертными, Скованные уже давно покинули мир обычных людей. Беспрерывное взаимодействие с душами неупокоенных мертвецов, мучительное слияние с гайстом и опыт клинической смерти оставляют неизгладимый след на психическом состоянии Скованных. Результатом становится изменение их моральных ориентиров на специальную шкалу ценностей, уделяющую одинаковое внимание благополучию человека и удовлетворению гайста.
Поэтому вместо Нравственности, отражающей традиционные представления о пороке и добродетели, Скованные используют шкалу Синергии — меры слияния их души с гайстом. Поскольку Синергия служит оценкой Скованного как посредника между мирами живых и мёртвых, высокий уровень этой характеристики не всегда идентичен высокой нравственности. Повышенная Синергия означает лишь то, что протагонист безупречно выполняет свою часть сделки с гайстом и соблюдает законы загробного мира — и наоборот, понижение этой характеристики часто становится результатом отказа совершать аморальный поступок со стороны персонажа.
Как бы то ни было, именно от Синергии, а не Нравственности, зависит психическое благополучие персонажа. Желание следовать принципам человеческой этики быстро оканчивается сумасшествием, деградацией личности и окончательным переходом протагониста под контроль гайста. Таковы условия сделки, которую каждый из Скованных заключает перед лицом забвения.

### Особенности тематики
Скованные рождаются в тот момент, когда смерть забирает их души. Именно смерть заставляет их жадно вцепиться в шанс новой жизни, не обращая внимания на груз ответственности перед мёртвыми и необратимость слияния с бесчеловечным гайстом. Большинство Скованных сознают ценность жизни лучше, чем люди, ни разу не видевшие преддверия смерти. Помня о страшной цене, которую они заплатили за шанс вернуться в мир солнечного света, Пожиратели грехов учатся дорожить каждым мгновением своей жизни.
По словам одного из создателей сеттинга, Чака Вендига, Geist: The Sin-Eaters — игра о жизни, замаскированная под игру о смерти.
Вы умерли. И умрёте снова – кому как не вам это знать? Смерть окружает вас, куда бы вы ни обратили свой взор. Когорты неупокоенных мертвецов велики – как и ваша ответственность перед ними. Однако вы живы, а значит, жизнь всё ещё что-то значит для вас. Так живите! 

## Пороги
Одна из прописных истин, известных всем Скованным, гласит, что смерть изменяет людей навеки. Ни один человек не способен вернуться к нормальной жизни после того, как смерть заявила свои права на его бессмертную душу. Хотя миру мёртвых известен далеко не один способ уйти из жизни, Скованные выделяют шесть наиболее общих Порогов, которые может пересечь человек на пути к забвению.
При создании роли каждый игрок должен решить, как именно умер его персонаж.

### Растерзанные
- Растерзанные — агрессивные, мстительные и бесстрашные жертвы насильственной смерти. Когда смерть явилась к Растерзанным, это было вовсе не мирное окончание старости и не затяжная агония заболевания. Каждый из них закончил своё земное существование, крича от боли, шока и ужаса. Даже сны Растерзанных состоят из калейдоскопа смертей, которые им приходится переживать заново каждую ночь. Кровавый характер смерти притягивает к Растерзанным специфических гайстов, связавших своё загробное бытие с насилием, местью и пытками. Всё это наряду с опытом взаимодействия с бесчеловечными обитателями мира мёртвых придаёт новой жизни Растерзанных беспощадный характер, окрашенный гневом, мстительностью и злопамятством.

### Молчаливые
- Молчаливые — одинокие жертвы лишений, погибшие от невозможности удовлетворить свои жизненные потребности. Хотя большинство Молчаливых умерли от недостатка воздуха, пищи или воды, среди них хватает и тех, кто погиб, испытывая нужду в столь неопределимых понятиях, как любовь, понимание или доброта. Незаметный уход большинства Молчаливых из жизни придаёт нелюдимый характер всему их посмертному существованию. Многие из них были одинокими и флегматичными даже в жизни — неудивительно, что после смерти они предпочли довольствоваться компанией призраков, гайстов и даже собственных мыслей.

### Поглощённые
- Поглощённые — смелые и пытливые жертвы природных явлений. Туристы, растерзанные волками, матросы, вынесенные за борт волной, репортёры, застигнутые смерчем в автомобиле — жертвы стихий погибли не по чужой воле и не по своей ошибке, а потому, что так захотела сама Природа. Вернувшись к жизни, многие из них начинают верить, что мироздание представляет собой непрерывный цикл перерождений, смертей и новых начал — порядок, который не может быть нарушен. Они стремятся узнать, что находится в сердце этого миропорядка, или хотя бы приблизиться к пониманию общей картины человеческого бытия.

### Истощённые
- Истощённые — волевые и энергичные жертвы неизлечимых заболеваний. Когда ледяное прикосновение смерти нашло их горло, на гибель их обрекла слабость собственных тел. Истощённые проиграли в мучительной схватке за свою жизнь. Теперь их задача — не дать этому повториться. При помощи гайста, призраков и других Скованных Истощённые выступают против любых оппонентов, стоящих у них на пути, разрешая любые проблемы с выдержкой опытного врача. Они уже не пытаются молча выносить трудности, зная, чем грозит промедление и колебание. Люди, погибшие в результате психических заболеваний (например, отказавшиеся от еды, измотанные депрессией или покончившие с собой в состоянии помешательства), также нередко становятся представителями Истощённых.

### Забытые
- Забытые — легкомысленные и своенравные жертвы трагических обстоятельств, погибшие при условиях, формирующихся лишь в одном случае из миллиона. Фермер, вышедший покурить перед трактором в тот момент, когда его пёс запрыгнул в кабину и задел лапой рычаг. Грабитель, скончавшийся от остановки сердца после того, как владелец украденного имущества пожелал ему смерти. Арахнофоб, заметивший паука в салоне автомобиля и в панике выехавший на встречную полосу. Когда смерть призвала их в обитель усопших, Забытые обладали почти всеми шансами уцелеть — и погибли по чистой случайности. Хотя технически смерть Забытых не отличается от смертей большинства других Скованных, эти редкие смертные привлекают внимание непостижимых и зачастую безумных гайстов, убеждающих их в том, что смерть — всего лишь каприз судьбы. Забытые часто рассматривают свою жизнь как азартную игру, в которой всё подчинено случаю. Некоторые из них даже не верят в подлинную свободу выбора и живут одним днём, никогда не загадывая вперёд.

### Праведные
- Праведные — упрямые и фанатичные жертвы собственной веры. Каждый из Праведных уповал на своего бога так сильно, что это повлекло за собой его смерть. Христианин, заморивший себя голодом во время месячного поста. Буддист, обливший себя горючей смесью, чтобы проверить, сумеет ли он отрешиться от боли во время самосожжения. Индейский язычник, напившийся травяных отваров, чтобы поговорить с духами. Среди Праведных встречаются те, кто действительно пожертвовал собой ради других и получил новую жизнь в награду за свою веру. С другой стороны, среди них хватает и обычных фанатиков, которые мало чем отличаются от религиозных маньяков. В отличие от большинства других Скованных, с каждым десятилетием Праведные встречаются всё реже. Время религиозных подвигов давно прошло, и сегодня многие Скованные вообще считают Праведных пережитком Средневековья. С внеигровой точки зрения это означает, что Праведные могут рассматриваться как уникальный исторический Порог Скованных, недоступный для выбора в современных историях.

Многие смерти не поддаются чёткой классификации и подходят сразу под несколько категорий. В таких ситуациях первостепенную роль начинает играть отношение Скованного к своей смерти. Так, двое самоубийц, вскрывших вены из-за неразделённой любви, могут вернуться к жизни с разными представлениями о своём уходе. Один сохраняет воспоминания о физической боли и привлекает внимание гайста крови, охотящегося за телами Растерзанных. Другой всецело сосредотачивается на ужасе экзистенциального краха и призывает к себе гайста скорби и одиночества, покровительствующего Молчаливым.

## Архетипы
Подобно обычным людям, обладающим чувствами, мыслями и душой, но не знающим, для чего им дарованы эти неосязаемые богатства, Скованные должны сами искать ответ на вопрос, есть ли смысл у их загробного бытия. Различия в представлениях Скованных о своём посмертии иногда образуют такую пропасть, что местные сонмы полностью разрывают контакты друг с другом, соперничают за мистические ресурсы и даже участвуют в ожесточённых сражениях за пределами человеческого восприятия. Ситуация осложняется тем, что гайсты также по-разному смотрят на предназначение Скованных. Это лишь накаляет отношения между Пожирателями грехов, оставляя поиск ответа на откуп каждому индивиду.

### Заступники
- Заступниками называют Скованных, посвятивших загробную жизнь поддержке, спасению и защите призраков. Многие из них движимы чувством вины перед душами мёртвых людей, поскольку каждый из них получил шанс на вторую жизнь там, где было отказано большинству смертных. Несмотря на это, среди них хватает и тех, кто пользуется своим положением для обретения материальных богатств, тайных знаний и даже слуг из числа благодарных (или запуганных) привидений.

### Гедонисты
- Гедонистами часто становятся Скованные, жизнь которых оборвалась особенно неожиданным образом или была потрачена на достижение ценностей, не оправдавших затраченных на них сил. Гедонисты рассматривают свою смерть как призыв к пробуждению, а потому стараются выжать из собственного посмертия всё, что предлагают им гайсты, эмоции, приключения или даже спиртные напитки. В стремлении подтолкнуть окружающих к осознанию этих ценностей некоторые гедонисты сознательно формируют критические условия, при которых смертные «пробуждаются к жизни» — или даже сами становятся Пожирателями грехов.

### Привратники
- Привратники хорошо понимают, к чему может привести вмешательство мира мёртвых в дела живых. Многие из них опасаются и обратной связи, поскольку они сами видели, сколько вреда наносят неупокоенным мертвецам некроманты, медиумы и экзорцисты. Привратники видят смысл посмертия в сохранении чёткой грани между земной реальностью и Великой Бездной. Хотя они признают, что в некоторых ситуациях призрак имеет право закончить свои земные дела, их задача состоит в том, чтобы не дать этой связи между мирами проделать брешь, сквозь которую нарушители смогут забрать сокровища одного мира в другой.

### Гробокопатели
- Гробокопатели видят в своём посмертии уникальный шанс обрести богатства, которых они были лишены в прежней жизни. Используя знания мира мёртвых, способность общаться с умершими и мистические способности своих гайстов, Гробокопатели преследуют материальную выгоду везде, где это возможно. Некоторые из них даже намеренно создают «дома с привидениями», убеждая призраков запугать смертных в достаточной степени, чтобы те обратились к Гробокопателям за услугами по экзорцизму.

### Плакальщики
- Плакальщики не нашли в себе сил вернуться в человеческий коллектив после столкновения с миром мёртвых. Такие Скованные находят куда больше общего с мертвецами, нежели с обыкновенными смертными, не понимающими конечности своего бытия. В сущности, большинство Плакальщиков не верят, что они по-настоящему вернулись к жизни. Некоторые убеждены, что они оказались в лимбе, в то время как некоторые утверждают, что им дарован срок искупить грехи, совершённые в прежней жизни. Наконец, некоторые причисляют себя к живым мертвецам из старинных преданий, хотя причина подобного наказания остаётся для них загадкой.

### Паломники
- Паломники знают, что ожидает людей, предающихся тёмным страстям, совершающих преступления или берущихся за выполнение дел, которые невозможно закончить за одну жизнь. Паломники учатся распознавать формирующиеся якоря прежде, чем они станут причиной задержки усопшего в земной реальности. Большинство таких Скованных отличаются интересом к духовной стороне посмертного бытия и даже вдыхают жизнь в новые философские или религиозные течения.

### Некроманты
- Некроманты цепляются за возможность использовать призраков, гайстов и других обитателей мира мёртвых для собственного обогащения. Хотя многие некроманты преследуют и материальную выгоду, большинство из них ищут оккультных знаний или секретов, давно забытых человеческой цивилизацией. Склонность к манипуляторству часто приводит их к столкновению с родственниками и друзьями усопших, использованных некромантами для получения информации, не предназначенной для их разума.

### Жнецы
- Жнецы надеются сделать мир лучше, освобождая его от тех, кто не заслуживает дара жизни. Хотя основанием для подобного приговора редко становятся незначительные проступки или простое пренебрежение к мёртвым, только сам Пожиратель грехов решает, кто будет жить, а кто — предан забвению. Некоторые Жнецы выбирают более мягкие наказания, чем убийство или насилие, превращая жизнь жертвы в кошмар наяву, однако щадя её жизнь. Обычно Жнецы проявляют милость только из жалости к родственникам преступника или из-за опасности превращения жертвы в рассвирепевшего призрака, хотя некоторые вырабатывают полноценные кодексы, определяющие воздаяние за конкретные нарушения.

## Мистические способности
Одной из особенностей игровой механики стала комбинаторная схема использования сверхъестественных сил. Каждый гайст обладает чередой специальных возможностей, известных Скованным как Манифестации — то есть проявления призрачной воли на материальном уровне. Для того, чтобы использовать Манифестацию своего гайста, Скованный должен открыть её специальным Ключом — эманацией собственной смерти, зависящей от его Порога. Так, Пожиратель грехов, открывающий Манифестацию Проклятие Ключом Могильной грязи, заставит жертву испытать сильнейший приступ клаустрофобии, в то время как активация той же Манифестации при помощи Ключа Промышленности заставит любые технические устройства давать в присутствии жертвы сбой. При совмещении с разными ярусами Манифестаций эта система позволяет добиться более четырёхсот различных эффектов.

### Манифестации
- Кладбище — управление окружающей территорией; формирование смертоносных или запугивающих эффектов, основанных на индивидуальных особенностях локации.
- Мембрана — физическое изменение своей плоти, от укрепления костных тканей и симуляции чужой внешности до превращения в свору мелких животных и даже полного развоплощения.
- Проклятие — пагубное, но зачастую косвенное воздействие на жизнь жертвы.
- Кукловодство — манипулирование окружающими объектами или даже телами и душами смертных.
- Прорицание — телепатия, обострение чувств и проникновение в сущность вещей.
- Ярость — прямое воздействие на окружающих с целью их подчинения или разрушения.
- Саван — защитные навыки, позволяющие смягчить физическое, психическое или даже магическое воздействие на Пожирателя грехов.
- Бездна — запретные знания мира мёртвых, ориентированные на причинение эмоциональных, телесных или духовных страданий.

### Ключи
- Промышленность — управление механическими устройствами и техническими приспособлениями. Большинство практиков этой способности умерли на производственной аварии.
- Страсть — умение распалять страхи, желания и наклонности. Эту способность часто ассоциируют с практиками, смерть которых была сопряжена с сильными чувствами наподобие ужаса и отчаяния.
- Фантазм — искусство создания всевозможных иллюзий и галлюцинаций, обычно постигнутое в результате психической травмы или физического заболевания.
- Первозданность — контроль над стихией, животными или звероподобными духами, зачастую развитый после смерти от одного из этих явлений.
- Стигмата — магия крови, основанная на ритуальных жертвоприношениях и истязании плоти. Большинство Скованных, применяющих этот Ключ, погибли от кровопотери или физического насилия.
- Тишина — умение покидать поле восприятия других существ. Большинство приверженцев этой практики ушли из жизни незаметно для окружающих.
- Холодный ветер — контроль над воздухом, ветром и остужающими эффектами обоих явлений. Привязанность к этой способности часто становится результатом смерти в холодных условиях или гибели на открытом пространстве.
- Могильная грязь — взаимодействие с погребальной землёй, катакомбами и пещерами. Тягой к этой способности отличаются в первую очередь те, кто погиб вдали от цивилизации.
- Безжизненные слёзы — управление влагой, водной стихией и даже биологическими компонентами крови. Как правило, способности этой категории открываются только тем, кто погиб от заполнения лёгких водой.
- Раскалённое пламя — взаимодействие с пламенем, пеплом или другими продуктами горения. Многие практики этой способности умерли от ожогов или испепеления.
- Стигия — взаимодействие с самой смертью, ассоциирующееся с разложением и забвением. Обращение с потенциалом Стигии часто приводит к распаду Синергии между гайстом и Скованным. Для освоения этой способности Пожиратель грехов обязан совершить путешествие в загробный мир и пожертвовать частью собственной личности, памяти или даже тела.

#### Ключи и Пороги
Хотя Пожиратель грехов обладает потенциалом к использованию любых Ключей и Манифестаций, в начале жизненного пути ему открывается доступ лишь к тем способностям, которые наилучшим образом резонируют с его смертью.
- Растерзанные отмечены склонностью к силам Стигматы и Страсти.
- Молчаливые отличаются близостью к Тишине и Холодному ветру.
- Поглощённые одарены тягой к Могильной грязи и Первозданности.
- Истощённые хранят тайны Безжизненных слёз и Фантазма.
- Забытые наделены даром Промышленности и Раскалённого пламени.
- Праведные открывают секреты любых двух Ключей, отражающих суть их религии.

Помимо Ключей и Манифестаций, Скованные владеют мистическими церемониями, раскрывающими потенциал многих Манифестаций и наделяющими своих практиков неповторимыми качествами.